# Смолінська шахта
Смолінська шахта — уранова шахта, Розташована в селищі Смоліне Кіровоградської області. Заснована 28 квітня 1972 року. Смолінська шахта — найчисельніший підрозділ ДП «СхідГЗК». Вона також є й найбільшим підприємством Маловисківського району. Шахтою розробляється Ватутінське уранове родовище.

## Історія
На шахті триває модернізація виробництва. В останні роки на шахту придбане нове прохідницьке обладнання, що значно підвищило продуктивність праці прохідників, дозволило форсувати ведення прохідницьких робіт.
У 2006 році на шахті був впроваджений пересувний рудосортувальний комплекс, робота якого дозволила з відвальних продуктів виділити товарну руду для витягу урану й чистий щебінь, придатний, як будівельний матеріал 2 класу для будівництва автодоріг. Ця нова технологія, що вирішує питання рекультивації відвалів, одержала подальший розвиток у новому комплексі «Алтаіт», що перевершив ПРСК за продуктивністю в 2 рази. Комплекс дозволяє знизити негативний вплив гірських відвалів шахт на навколишнє середовище й одержати при цьому додаткові товарні продукти.
10 лютого 2010 року Смолінська шахта здала в експлуатацію новий комплекс гірничо-капітальних виробіток для видобування уранової руди «Горизонт 640 метрів», здатний забезпечити Україну рудою на найближчі 6-7 років. Роботи з будівництва нового горизонту велися близько 5 років і обійшлися в 27 мільйонів гривень, які надійшли з державного бюджету. На більш, ніж півкілометровій глибині від поверхні, в надрах кристалічного щита, шахтарям довелося пройти кілька кілометрів гірничо-капітальних і допоміжних виробіток різної конфігурації і просторового положення, змонтувати кілометри і тонни необхідного обладнання і устаткування. «Горизонт 640 метрів» дає роботу більш, ніж 300 прохідникам, бурильникам, гірничим робітникам очисного забою та робітникам допоміжних служб.

## Завод ядерного палива
Будівництво заводу з виробництва ядерного палива на землях Смолінської шахти ДП «СхідГЗК» в смт. Смоліне Маловисківського району Кіровоградської області розпочалось 4 жовтня 2012 року. На заводі планується налагодити виробництво ядерного палива для реакторів ВВЕР-1000, що має посилити енергетичну безпеку України.
Перша черга будівництва має бути здана до 2014 року. У 2015 році буде введений в експлуатацію завод потужністю 400 тонн урану на рік. Повний розвиток заводу прогнозується починаючи з 2017 року по закінченні третьої черги будівництва. За попередніми оцінками, загальна вартість будівництва оцінюється у більш, ніж шість мільярдів гривень. У 2018 році одна велика Китайська компанія висловила зацікавленість у викупі певної частки. Крім того, було обіцяно покрити витрати України, які раніше були здійснені на фінансування заводу. На цьому планування і будівництво заводу припинилося. 